# In the End (album)
In the End – ósmy i ostatni studyjny album The Cranberries, nad którym grupa rozpoczęła pracę jeszcze za życia Dolores O’Riordan.

## Historia albumu
W 2017 roku po odwołaniu trasy koncertowej w Ameryce Północnej zespół The Cranberries rozpoczął pracę nad swoim kolejnym studyjnym albumem. W czerwcu tego samego roku Dolores stworzyła dema utworów na album i wysłała je do Noela Hogana do Londynu. W przeddzień swojej śmierci, 14 stycznia 2018 r., Dolores wysłała mailem do Noela dema 11 utworów. Z powodu śmierci O’Riordan następnego dnia zespół wstrzymał prace nad albumem. W marcu 2018, dwa miesiące po śmierci Dolores, zespół wydał pisemne oświadczenie, w którym zapowiedział, że wyda nowy album studyjny, cyt. „do którego Dolores zdążyła nagrać wokale”. Album ukazał się 26 kwietnia 2019 r.; zawiera 11 utworów.

## Lista utworów
1. „All Over Now” – 4:16
2. „Lost” – 4:00
3. „Wake Me When It’s Over” – 4:12
4. „A Place I Know” – 4:26
5. „Catch Me If You Can” – 4:38
6. „Got It” – 4:02
7. „Illusion” – 4:07
8. „Crazy Heart” – 3:25
9. „Summer Song” – 3:34
10. „The Pressure” – 3:22
11. „In the End” – 2:57

## Twórcy
The Cranberries
- Dolores O’Riordan – śpiew
- Noel Hogan – gitara
- Mike Hogan – gitara basowa
- Fergal Lawler – perkusja, instrumenty perkusyjne

oraz
- Johanna Cranitch – śpiew
- Andy Earl – fotografia
- Cally Calloman – design
- Stephen Street – producent